# Voo Uzbekistan Airways 1154
O Voo Uzbekistan Airways 1154 foi um voo doméstico regular operado pela Uzbekistan Airways do Aeroporto de Termez, cidade de Termez, próximo a fronteira com o Afeganistão, para Tasquente, capital do Uzbequistão. Em 13 de janeiro de 2004, a aeronave que operava o voo, um Yakovlev Yak-40 prefixo UK-87985, colidiu com uma estação de radar enquanto pousava em Tasquente, capotou e explodiu em chamas, matando todas as 37 pessoas a bordo. O tempo estava supostamente em más condições.

## Acidente
O voo partiu da cidade de Termez, um importante centro de ajuda humanitária ao norte do Afeganistão após o início da Guerra ao Terror em 2001. Tropas alemãs também usavam o aeroporto de Termez como base de apoio para as tropas de paz no Afeganistão. O voo estava quase totalmente carregado, transportando 32 passageiros e 5 tripulantes. A tripulação de voo consistia no capitão Alexander Alexan, primeiro oficial Rustam Ilyasov, instrutor de vôo Akmal Kamalov e engenheiro de voo Noel Kurmaev.
A aeronave foi liberada para pousar pelos controladores em Tasquente por volta das 19h, horário local. A área estava em total escuridão e o tempo havia piorado significativamente, com o aeroporto envolto em névoa que limitou a visibilidade no solo a 1300 metros. A 12,5 km do aeroporto, o voo 1154 aumentou sua razão de descida, deixando-o abaixo do glideslope. A  tripulação então manteve o voo nivelado até se aproximar do aeroporto. Conforme o avião se aproximava da cabeceira da pista, ainda estava de 30 a 40 metros acima do nível do solo, quando deveria ter menos da metade dessa altura e em configuração de pouso. Quando os pilotos perceberam que estavam ficando sem pista, aumentaram a potência do motor, mas era tarde demais para a aeronave subir e dar a volta. A asa direita da aeronave atingiu um farol de rádio ou um suporte de luzes de aproximação, que arrancou a asa e então atingiu uma parede de concreto, perdendo a asa esquerda. A eronave então capotou e explodiu. Os serviços de resgate chegaram ao local do acidente, mas não encontraram sobreviventes.

## Respostas
Imediatamente após o acidente, a polícia uzbeque isolou o local do acidente. O presidente do Uzbequistão, Islam Karimov, visitou o local do acidente e conversou com a equipe de resgate. O primeiro-ministro Shavkat Mirziyayev e seus assessores chegaram ao aeroporto de Tasquente, abordaram parentes das vítimas e os conduziram a uma sala.
Várias horas após o acidente, o Aeroporto Internacional de Tasquente foi fechado devido à neblina.

## Investigação
O governo ordenou uma investigação completa sobre o acidente. As primeiras indicações sugeriram que o mau tempo foi a causa do acidente. Os oficiais afirmaram que não houve evidência de negligência no acidente. Em seu livro de 2006, Murder in Samarkand, o ex-embaixador britânico no Uzbequistão, Craig Murray, escreveu que a cena do acidente e os corpos das vítimas foram adulterados por oficiais uzbeques e que "nunca houve nenhum tentativa de uma investigação adequada". Em 2008, um ex-espião uzbeque, Ikrom Yakubov, alegou que a queda do avião foi planejada pela liderança uzbeque, emprestando credibilidade à posição há muito ocupada por ativistas e críticos. Yakubov apareceu em agosto de 2009 na BBC's Newsnight. O embaixador Murray foi citado em 2008, a respeito do caso Conroy, pela Radio Free Europe: "Estas não são alegações fantasiosas. Estas são coisas em que as novas evidências estão adicionando um quadro de coisas que já conhecíamos muito bem e tinha algumas evidências."